# الداي ابراهيم باشا
بابا إبراهيم داي أو إبراهيم الثالث هو داي الجزائر الذي حكم من 1732 إلى 1745 .

## سيرة شخصية
كان خزنادار (أمين صندوق خاص) في عهد سلفه بابا عبدي (1724-1732). تميز عهده بفشل محاولة استعادة وهران من إسبانيا في سبتمبر 1732. في الوقت نفسه ، تمكن من وضع حد للعديد من المؤامرات التي قام بها السفراء الأوروبيون في ولاية الجزائر العاصمة . قاد حملة منتصرة ضد تونس واستولى على المدينة عام 1735. وتفرض على وصاية تونس دفع رسم سنوي قدره 50000 قرش. ورث بابا إبراهيم السلطة من صهره بابا عبدي ، ونقلها بعد تنازله عن العرش لابن أخيه إبراهيم كوجوك ، مما يشكل إحدى محاولات جعل انتقال السلطة وراثيًا في تاريخ وصاية الجزائر.